# Jimmy Griffin
James Arthur Griffin mais conhecido como Jimmy Griffin (Cincinnati, 10 de agosto de 1943 — Franklin, 11 de janeiro de 2005) foi cantor, guitarrista e compositor, integrante da famosa banda Bread que fez sucesso na década de 1970.
Foi premiado com o Oscar de melhor canção original de 1970 com a canção "For All We Know".

## Discografia

### Bread
- 1969: Bread
- 1970: On the Waters
- 1971: Manna
- 1972: Baby I'm-a Want You
- 1972: Guitar Man
- 1977: Lost Without Your Love